# 内博重排反应
Neber重排反应（内博重排反应；内本肟重排为氨基甲基酮）
酮用羟胺处理生成肟，肟再转化为对甲苯磺酸酯，最后酮肟的对甲苯磺酸酯用碱（如乙醇钾或吡啶）处理，发生重排得到 α-氨基酮。
反应由 P. W. Neber 等于 1926 年首先报道。
左边的 R 基通常为芳香基，但 R 为烷基或氢时也能发生反应。右边的 R 基可以是芳香基也可以是烷基，但不能是氢原子。
反应用于从酮制取 α-氨基酮。也用于合成中间体 1-吖丙烯。
副反应为 Beckmann重排以及异常Beckmann重排。但它与 Beckmann 重排不同的是，该反应无立体性的差别，顺式肟和反式肟都能进行反应，反应后得到相同产物。
不对称的 Neber 重排可在手性相转移催化剂催化下进行。 类似的不对称催化反应也被用于吖丙烯的不对称合成。

## 反应机理
酮肟与对甲苯磺酰氯反应生成酮肟的对甲苯磺酸酯，然后碱夺取 α-氢生成碳负离子，碳负离子对氮进行分子内进攻，对甲苯磺酸根离子离去，得到中间体1-吖丙烯，它是一种分子内亚胺，发生水解得到氨基酮。
酸性较大的氢先被碱去质子化。